# Eleições estaduais no Maranhão em 1962
As eleições estaduais no Maranhão em 1962 ocorreram em 7 de outubro como parte das eleições gerais em 20 estados e nos territórios federais do Amapá, Rondônia e Roraima. Foram reeleitos os senadores Sebastião Archer e Vitorino Freire, e escolhidos 16 deputados federais e 40 deputados estaduais.

## Resultado da eleição para senador
Dados fornecidos pelo Tribunal Superior Eleitoral.
| Candidatos a senador da República | Candidatos a suplente de senador | Número | Coligação           | Votação | Percentual |
| --------------------------------- | -------------------------------- | ------ | ------------------- | ------- | ---------- |
| Vitorino Freire PSD               | Miguel Lins PSD                  | -      | PSD (sem coligação) | 170.680 | 30,72%     |
| Sebastião Archer PSD              | José de Matos Carvalho PSD       | -      | PSD (sem coligação) | 161.365 | 29,05%     |
| Clodomir Millet PSP               | Cícero Neiva PSP                 | -      | PSP, UDN, PR        | 116.365 | 20,95%     |
| Antenor Bogéa PDC                 | Colares Moreira UDN              | -      | PDC, UDN            | 107.121 | 19,28%     |
| Fontes:                           |                                  |        |                     |         |            |

## Deputados federais eleitos
São relacionados os candidatos eleitos com informações complementares da Câmara dos Deputados.

Representação eleita
  PSD: 11
  PSP: 3
  UDN: 2

| Deputados federais eleitos | Partido | Votação | Percentual | Cidade onde nasceu | Unidade federativa |
| José Burnett               | PSD     | 23.156  |            | São Luís           | Maranhão           |
| Renato Archer              | PSD     | 21.662  |            | São Luís           | Maranhão           |
| José Sarney                | UDN     | 21.294  |            | Pinheiro           | Maranhão           |
| Lister Caldas              | PSD     | 20.637  |            | Teresina           | Piauí              |
| Cid Carvalho               | PSD     | 16.309  |            | Rio Branco         | Acre               |
| Luís Coelho                | PSD     | 15.521  |            | Benedito Leite     | Maranhão           |
| Joel Barbosa               | PSD     | 14.815  |            | Parnarama          | Maranhão           |
| Eurico Ribeiro             | PSD     | 14.395  |            | Pedreiras          | Maranhão           |
| Alberto Aboud              | PSD     | 14.433  |            | São Luís           | Maranhão           |
| Ivar Saldanha              | PSD     | 14.029  |            | Rosário            | Maranhão           |
| Luís Fernando Freire       | PSD     | 13.830  |            | Rio de Janeiro     | Rio de Janeiro     |
| José de Matos Carvalho     | PSD     | 13.567  |            | Barreirinhas       | Maranhão           |
| Neiva Moreira              | PSP     | 11.731  |            | Nova Iorque        | Maranhão           |
| Miguel Bahury              | PSP     | 10.907  |            | São Luís           | Maranhão           |
| Henrique de La Rocque      | PSP     | 10.003  |            | São Luís           | Maranhão           |
| Pedro Braga                | UDN     | 6.025   |            | Barra do Corda     | Maranhão           |
| Fontes:                    |         |         |            |                    |                    |

## Deputados estaduais eleitos
Foram eleitos 40 deputados estaduais e as vagas foram assim distribuídas: PSD vinte e três, PSP seis, Oposições Coligadas seis, PL três e PTB duas.
| Deputados estaduais eleitos      | Partido | Votação | Percentual | Cidade onde nasceu      | Unidade federativa |
| José Pereira dos Santos          | PSD     | 8.392   |            | Parnarama               | Maranhão           |
| Raimundo Bogéa                   | PSD     | 6.212   |            | Grajaú                  | Maranhão           |
| Carlos Orleans Brandão           | PSD     | 6.063   |            | Colinas                 | Maranhão           |
| Lauro Barbosa Ribeiro            | PSD     | 5.977   |            | Parnarama               | Maranhão           |
| João Henrique Belo Pereira       | PSD     | 5.900   |            | Pirapemas               | Maranhão           |
| Travassos Furtado                | PSD     | 5.810   |            | Viana                   | Maranhão           |
| Magno Bacelar                    | PSD     | 5.708   |            | Coelho Neto             | Maranhão           |
| José Ribamar Bayma Serra         | PSD     | 5.679   |            | São Luís                | Maranhão           |
| José Ribamar Dominici            | PSD     | 5.656   |            | Passagem Franca         | Maranhão           |
| Francisco Gomes de Sá            | PSD     | 5.169   |            | Palmeirândia            | Maranhão           |
| Turíbio da Rocha Santos          | PSD     | 5.084   |            | Riachão                 | Maranhão           |
| Themístocles Teixeira            | PSD     | 5.023   |            | Pastos Bons             | Maranhão           |
| Euclides Carneiro Neiva          | PSD     | 4.932   |            | Nova Iorque             | Maranhão           |
| Raimundo Arruda Gomes de Sá      | PSD     | 4.914   |            | São João Batista        | Maranhão           |
| José Gabriel dos Santos Neto     | PSD     | 4.900   |            | Caxias                  | Maranhão           |
| Telêmaco Leda Ribeiro            | PSD     | 4.856   |            | Bacabal                 | Maranhão           |
| Mário Flexa Ribeiro              | PSD     | 4.141   |            | Belém                   | Pará               |
| Adail da Silva Carneiro          | PSD     | 4.103   |            | Nova Olinda do Maranhão | Maranhão           |
| Aldenir José da Silva            | PSD     | 4.073   |            | Caxias                  | Maranhão           |
| Frederico Leda                   | PSD     | 3.990   |            | Bacabal                 | Maranhão           |
| Henrique Schalcher Filho         | PSD     | 3.980   |            | Mirador                 | Maranhão           |
| Osvaldo Apolônio Ferreira Campos | PSD     | 3.957   |            | Penalva                 | Maranhão           |
| Newton Abreu Serra               | PSD     | 3.907   |            | Paulo Ramos             | Maranhão           |
| Bernardo Coelho de Almeida       | PL      | 3.723   |            | Bequimão                | Maranhão           |
| Antenor Freitas de Abreu         | OC      | 3.620   |            | Colinas                 | Maranhão           |
| João Jorge Filho                 | PL      | 3.526   |            | Santa Helena            | Maranhão           |
| Ariston Gomes da Costa           | PL      | 3.490   |            | Paraibano               | Maranhão           |
| Wilson de Sá Marques             | PSP     | 3.430   |            | Caxias                  | Maranhão           |
| Antônio Bento Cantanhede Farias  | PSP     | 3.043   |            | São Luís                | Maranhão           |
| João Batista Macedo Sandes       | PTB     | 2.970   |            | Maracaçumé              | Maranhão           |
| Sálvio Dino                      | OC      | 2.834   |            | Grajaú                  | Maranhão           |
| Ivaldo Perdigão Freire           | OC      | 2.757   |            | São Luís                | Maranhão           |
| Evandro Ferreira de Araújo Costa | OC      | 2.713   |            | São Bento               | Maranhão           |
| Manoel de Oliveira Gomes         | OC      | 2.582   |            | Bacabal                 | Maranhão           |
| Benedito Bogéa Buzar             | PSP     | 2.490   |            | Itapecuru-Mirim         | Maranhão           |
| Antônio Dino                     | PSP     | 2.401   |            | Cururupu                | Maranhão           |
| Francisco Ferreira Figueiredo    | PSP     | 2.379   |            | São Vicente Ferrer      | Maranhão           |
| José Mário de Araújo Carvalho    | OC      | 2.377   |            | São Luís                | Maranhão           |
| Emílio Murad                     | PSP     | 2.372   |            | Codó                    | Maranhão           |
| Acrísio dos Santos Viegas        | PTB     | 2.121   |            | Cururupu                | Maranhão           |
| Fontes:                          |         |         |            |                         |                    |